# Producto agrícola

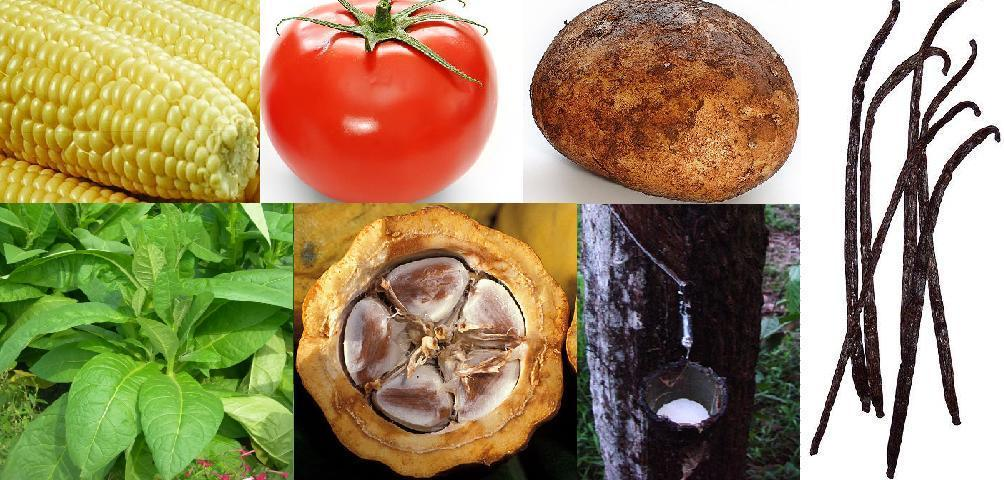
Plantas domesticadas.

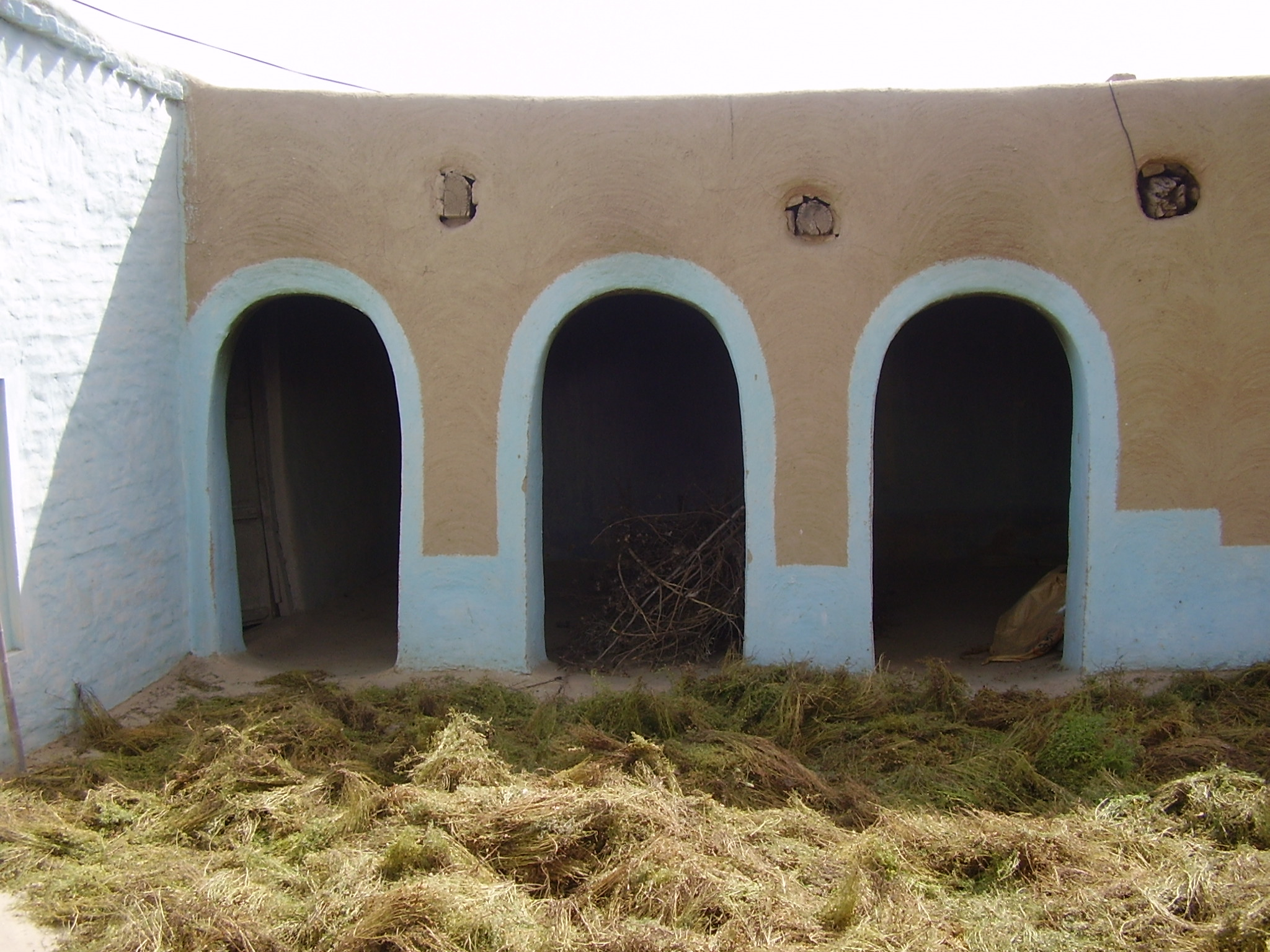
Productos agrícolas secándose al sol en un casa en Punjab, India.

Un producto agrícola o cultivo son plantas que se pueden cultivar y cosechar extensivamente con fines de lucro o de subsistencia. Los productos agrícolas pueden referirse a las partes cosechadas o a la cosecha en un estado más refinado. La mayoría de los cultivos se cultivan en agricultura o acuicultura. Un cultivo puede incluir hongos macroscópicos (por ejemplo, setas) o algas marinas macroscópicas (por ejemplo, algas marinas).
La mayoría de los cultivos se recolectan como alimento para humanos o como forraje para el ganado. Algunos cultivos se recolectan del medio silvestre (incluida la recolección intensiva, por ejemplo, ginseng).
Los cultivos no alimentarios importantes incluyen la horticultura, la floricultura y los cultivos industriales. Los cultivos hortícolas incluyen plantas utilizadas para otros cultivos (por ejemplo, árboles frutales). Los cultivos de floricultura incluyen plantas de cama, plantas de interior, plantas de jardín y macetas con flores, hojas verdes cultivadas y flores cortadas . Los cultivos industriales se producen para ropa (cultivos de fibras, por ejemplo, algodón), biocombustible (cultivos energéticos, combustible de algas) o medicamentos (plantas medicinales).

## Historia de la agricultura arable

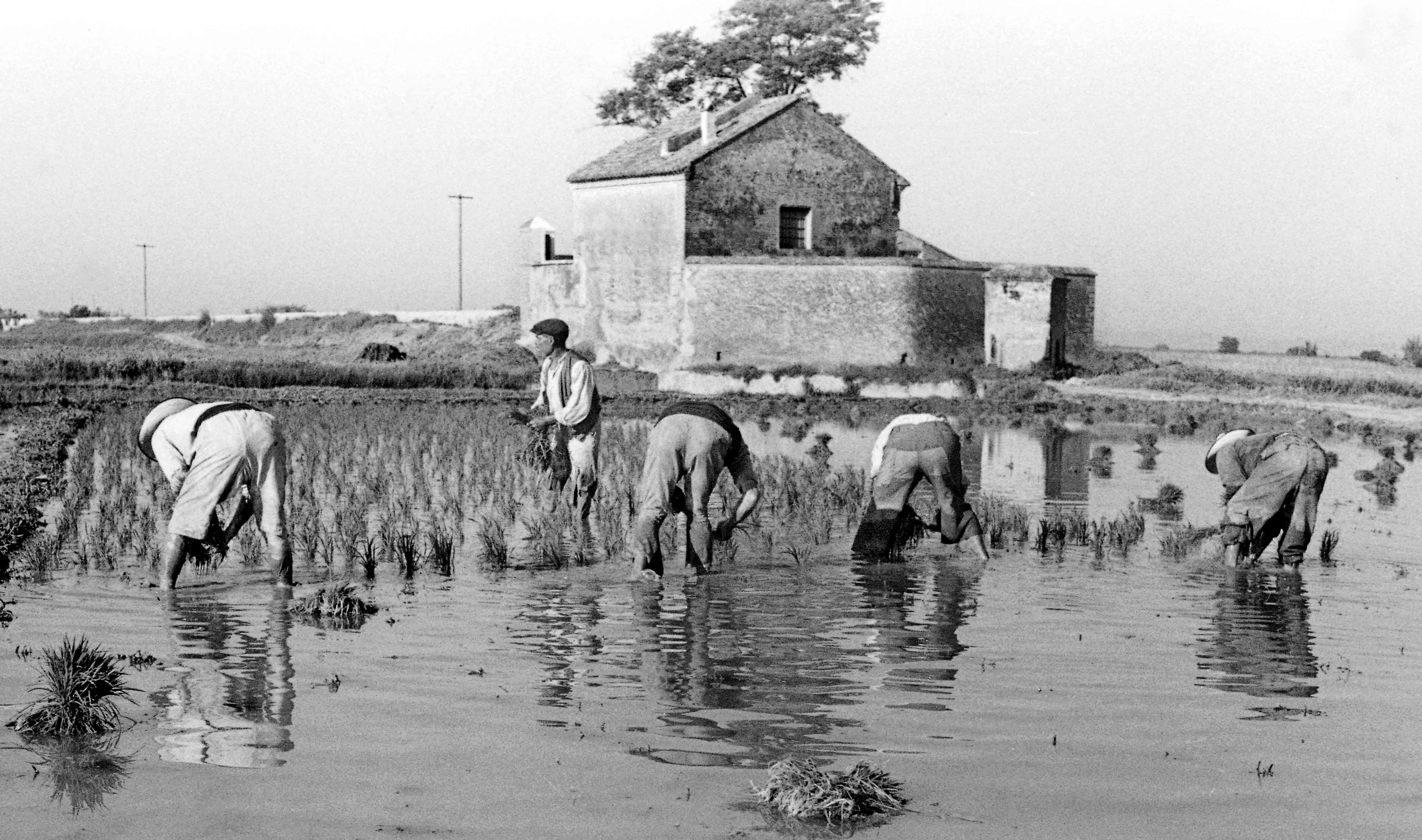
Cultivo a mano de arroz, 1949, cano de Alginet

La agricultura arable, o el cultivo a gran escala de cultivos en extensiones de tierra agrícola, surge hace unos 11 000 años. Al final del Paleolítico, las poblaciones nómadas pasaron de la recolección de alimentos a la agricultura. Con la domesticación de los cereales, se desarrollaron de forma conjunta los sistemas agrícolas y los asentamientos humanos. El trigo, el maíz y el arroz se cultivaron primero en pequeñas áreas cercanas a los asentamientos. Si bien Oriente Medio ha sido considerado por mucho tiempo la cuna de esta evolución, los investigadores han identificado centros agrícolas que datan del mismo período en varios lugares del mundo.
Con el tiempo, las áreas de producción se expandieron y las herramientas utilizadas por los agricultores les permitieron cultivar recursos en mayor cantidad, dando lugar a la formación de las primeras aldeas. El crecimiento de la población significó que se requería un mayor volumen de alimentos, por lo que las tierras agrícolas aumentaron y se inició la agricultura arable.
La agricultura se extendió desde la antigüedad. Los sistemas de riego mejorados permitieron la producción en diferentes estaciones y los cereales se convirtieron en el alimento básico de sociedades, o incluso de civilizaciones. El trigo se cultivó en Europa, el arroz en Asia, el sorgo en África y el cultivo de la papa y quinoa se estableció en las regiones andinas.
Durante la Edad Media en Europa, el arado y el arado oscilante permitieron trabajar la tierra de manera más productiva. Los agricultores medievales trabajaban grandes extensiones de tierra, cultivadas anualmente sobre la base de un sistema de rotación de tres años. La evolución de la agricultura medieval jugó un papel destacado en el crecimiento de la población, la economía y las ciudades. Sin embargo, la hambruna y otras crisis alimentarias en los siglos XV y XVI frenan el crecimiento de agronomía.
A finales del XVI, las innovaciones agrícolas impactaron sobre el cultivo: el cultivo sin períodos de barbecho fue desarrollado e introducido gradualmente, acelerando la producción de alimentos. Esta nueva práctica se utilizó para producir tanto forrajes como cereales. También se mejoró el rendimiento mediante la selección de variedades más productivas.
La revolución industrial en el siglo XIX con sus avances técnicos y tecnológicos tuvo un impacto en el desarrollo de los cultivos herbáceos. Los motores de vapor, seguidos por el motor de combustión, fertilizantes y productos de tratamiento de los cultivos. Los agricultores que producían cultivos para la venta comenzaron a especializarse. Cada región tenía entonces su propio tipo de agricultura, como cultivos de cereales o huertas.
En la segunda mitad del siglo XX el desarrollo de semillas híbridas, y particularmente maíz híbrido, revolucionó la agricultura. Los híbridos mejoran los resultados de la siembra y, a menudo, producen plantas y frutos más resistentes y uniformes. Las semillas híbridas contribuyeron al aumento de la producción agrícola de la segunda mitad del siglo XX.
A principios del siglo XXI, la agricultura arable se enfrenta a nuevos retos que requieren nuevos métodos: la agricultura, ya sea intensiva o extensiva, se está volviendo sostenible y respetuosa con el medio ambiente, con el objetivo de proteger el medio ambiente y garantizar así la producción futura.

## Productos agrícolas importantes

Evolución de la producción mundial de cultivos por grupo de productos básicos desde 2000 hasta 2018

La importancia de un cultivo varía mucho según la región. A nivel mundial, los siguientes cultivos son los que más contribuyen al suministro de alimentos humanos (valores de kcal / persona / día para 2013 entre paréntesis): arroz (541 kcal), trigo (527 kcal), caña de azúcar y otros cultivos azucareros (200 kcal), maíz ( maíz) (147 kcal), aceite de soja (82 kcal), otras verduras (74 kcal), patatas (64 kcal), aceite de palma (52 kcal), yuca (37 kcal), de leguminosas pulsos (37 kcal), aceite de semilla de girasol (35 kcal), aceite de colza y mostaza (34 kcal), otras frutas, (31 kcal), sorgo (28 kcal), mijo (27 kcal), maní (25 kcal), frijoles (23 kcal), batatas (22 kcal), plátanos (21 kcal), frutos secos varios (16 kcal), soja (14 kcal), aceite de semilla de algodón (13 kcal), aceite de maní (13 kcal), ñame (13 kcal). Nótese que muchos de los cultivos aparentemente menores a nivel mundial son muy importantes a nivel regional. Por ejemplo, en África predominan las raíces y los tubérculos con 421 kcal / persona / día, y el sorgo y el mijo aportan 135 kcal y 90 kcal, respectivamente.
En términos de peso producido, los siguientes cultivos son los más importantes (producción mundial en miles de toneladas métricas):.
| Crop           | 2000      | 2013      | 2020      |
| -------------- | --------- | --------- | --------- |
| Caña de azúcar | 1,256,380 | 1,877,110 | 1,870,246 |
| Maíz           | 592,479   | 1,016,740 | 1,171,332 |
| Arroz          | 599,355   | 745,710   | 1,264,410 |
| Trigo          | 585,691   | 713,183   | 760,931   |
| Patata         | 327,600   | 368,096   | 359,124   |

## Domesticación de plantas
Las personas domesticaron por primera vez las plantas hace unos 10.000 años, entre los ríos Tigris y Éufrates en la Mesopotamia (que incluye los países actuales de Irán, Irak, Turquía y Siria). La gente recogía y plantaba las semillas de las plantas silvestres. Se aseguraban de que las plantas tuvieran toda el agua que necesitaban para crecer y las plantaban en zonas con la cantidad adecuada de sol. Semanas o meses después, cuando las plantas florecían, se cosechaban los alimentos.
Las primeras plantas domesticadas en Mesopotamia fueron el trigo, la cebada, las lentejas y algunos tipos de guisantes. Los habitantes de otras partes del mundo, como el este de Asia, partes de África y partes de América del Norte y del Sur, también domesticaron plantas. Otras plantas cultivadas por las primeras civilizaciones fueron el arroz (en Asia) y las patatas (en Sudamérica).
Las plantas no sólo se han domesticado para alimentarse. Las plantas de algodón se domesticaron para obtener la fibra, que se utiliza en las telas. Algunas flores, como los tulipanes, se domesticaron por razones ornamentales o decorativas.
El cultivo de plantas domésticas- permitió que un menor número de personas proporcionara más alimentos. La estabilidad que trajo consigo la producción regular y predecible de alimentos condujo a una mayor densidad de población. La gente podía hacer algo más que cazar para conseguir la comida de cada día: podían viajar, comerciar y comunicarse. Los primeros pueblos y ciudades del mundo se construyeron cerca de los campos de plantas domesticadas.
La domesticación de las plantas también condujo a avances en la producción de herramientas. Los primeros instrumentos agrícolas eran herramientas de mano hechas de piedra. Más tarde se desarrollaron herramientas agrícolas de metal y, finalmente, se utilizaron arados tirados por animales domesticados para trabajar los campos.

## Métodos de cultivo y cultivos populares en EE.UU.
Hay varios métodos de cultivo que se utilizan en la industria agrícola, como el monocultivo, la rotación de cultivos, el cultivo secuencial y el cultivo intercalado mixto. Cada método de cultivo tiene sus propósitos y posiblemente también sus desventajas. Himanshu Arora define el monocultivo como aquel en el que un campo solo cultiva un cultivo específico durante todo el año. El monocultivo tiene sus desventajas, según Himanshu Arora, como el riesgo de que el suelo pierda su fertilidad. Tras el monocultivo, otro método de cultivo es el cultivo en relevo. Según la Biblioteca Nacional de Medicina, el cultivo en relevo puede resolver una serie de conflictos como el uso ineficiente de los recursos disponibles, las controversias en la época de siembra, la aplicación de fertilizantes y la degradación del suelo. El resultado del uso del cultivo en relevo es una mayor producción de los cultivos. En Estados Unidos, el maíz es el mayor cultivo producido, y la soja le sigue en segundo lugar, según el gobierno de Alberta. Según un mapa del Gobierno de Alberta, la región más popular para estos cultivos se encuentra en los estados del interior de EE. UU., donde la producción es mayor.

### Especies cultivadas anteriormente extinguidas o en peligro de extinción
El número de especies cultivadas disminuye constantemente, y algunas especies se consideran incluso extinguidas, o sólo existen en colecciones botánicas o jardines botánicos, entre ellas :
- Anacyclus officinarum Hayne (Compositae), extinto
- Bromus mango  Desv. (Gramineae), extinguida
- Cycas szechuanensis' C.Y.Cheng y L.K. Fu (Cycadaceae)
- Moringa hildebrandtii] Engl(Moringaceae)
- Triticum ispahanicum'  Heslot (Gramineae)
- Triticum jakubzineri'] Udacz. et Schachm. Gramineae')
- Triticum karamyschevii'  Nevski (Gramineae)
- Triticum macha ' Dekapr. y Menabde (Gramineae)
- Triticum militinae'  Zhuk. y Migush. (Gramineae)
- Triticum parvicoccum' Kislev (Gramineae), extinguido
- Triticum timopheevii (Zhuk.)'  Zhuk. (Gramineae)
- Triticum zhukovskyi] Menabde y Ericzjan (Gramineae)
- Viciola bistorta'  Bu¨ chel nom. nud. (Leguminosae), extinguida
- Zea mexicana (Schrader)'  Kuntze y Post y Kuntze(Gramineae)

Otras fueron consideradas en 2004 como amenazadas de extinción (y aún más "vulnerables" (no citadas aquí)
- Aniba rosaeodora Ducke, (Lauraceae), extinguida
- Calamus ovoideus Thw. ex Trime, (Arecaceae)
- Calamus zeylanicus' Becc, (Arecaceae)
- Ceroxylon alpinum'] Bonpl. ex DC. ssp. alpinum, (Arecaceae), extinguida
- Echinacea tennesseensis] (Beadle) Small, (Compositae)
- Forsythia saxatilis] (Nakai) Nakai, (Oleaceae), extinguida
- Gustavia speciosa]] (Kunth) De Candolle ssp. speciosa, (Lecythidaceae), extinguida.
- Juglans hindsii] (Jepson) Jepson ex R. E. Sm.v (Juglandaceae'), extinguida
- Latania lontaroides] (Gaertner) H. E. Moore, (Arecaceae), extinguida
- Malus hupehensis] (Pamp.) Rehd, (Rosaceae), extinguida
- Manihot brachyandra' Pax et Hoffmv (Euphorbiaceae), extinguida
- Meconopsis aculeata' Royle, (Papaveraceae), extinguida
- Medemia argun (Martius)' Wurtt. ex H. A.Wndl., (Arecaceae), extinguida
- Myristica malabarica' Lam, (Myristicaceae), extinguida
- Panax vietnamensis'] Ha et Grushv., (Araliaceae), extinguida
- Portulaca villosa' Cham, (Portulacaceae), extinguida
- Pterocarpus santalinus]' L. f., (Leguminosae), extinguida
- Puya pyramidata (Ruiz et Pavo' n) Schultes f., (Bromeliaceae)
- Saintpaulia ionantha']' H. A. Wendl, (Gesneriaceae), extinguida
- Saussurea costus (Flac.) Lipsch. (Compositae)

Se está estudiando la posibilidad de establecer una lista roja de especies de cultivos extinguidas, en peligro o vulnerables·.